# Font de Casa (la Plana de Mont-ros)
|  | Per a altres significats, vegeu «Font de Casa (Envall)». |

La Font de Casa és una font del terme municipal de la Torre de Cabdella (antic terme de la Pobleta de Bellveí), del Pallars Jussà, dins del territori del poble de la Plana de Mont-ros. És a 923 m d'altitud, al costat mateix, al sud, de la Borda de Cansat, a l'esquerra del Flamisell, gairebé a la mateixa llera del riu. És al nord del poble de la Plana de Mont-ros.